# Đại hội Viên

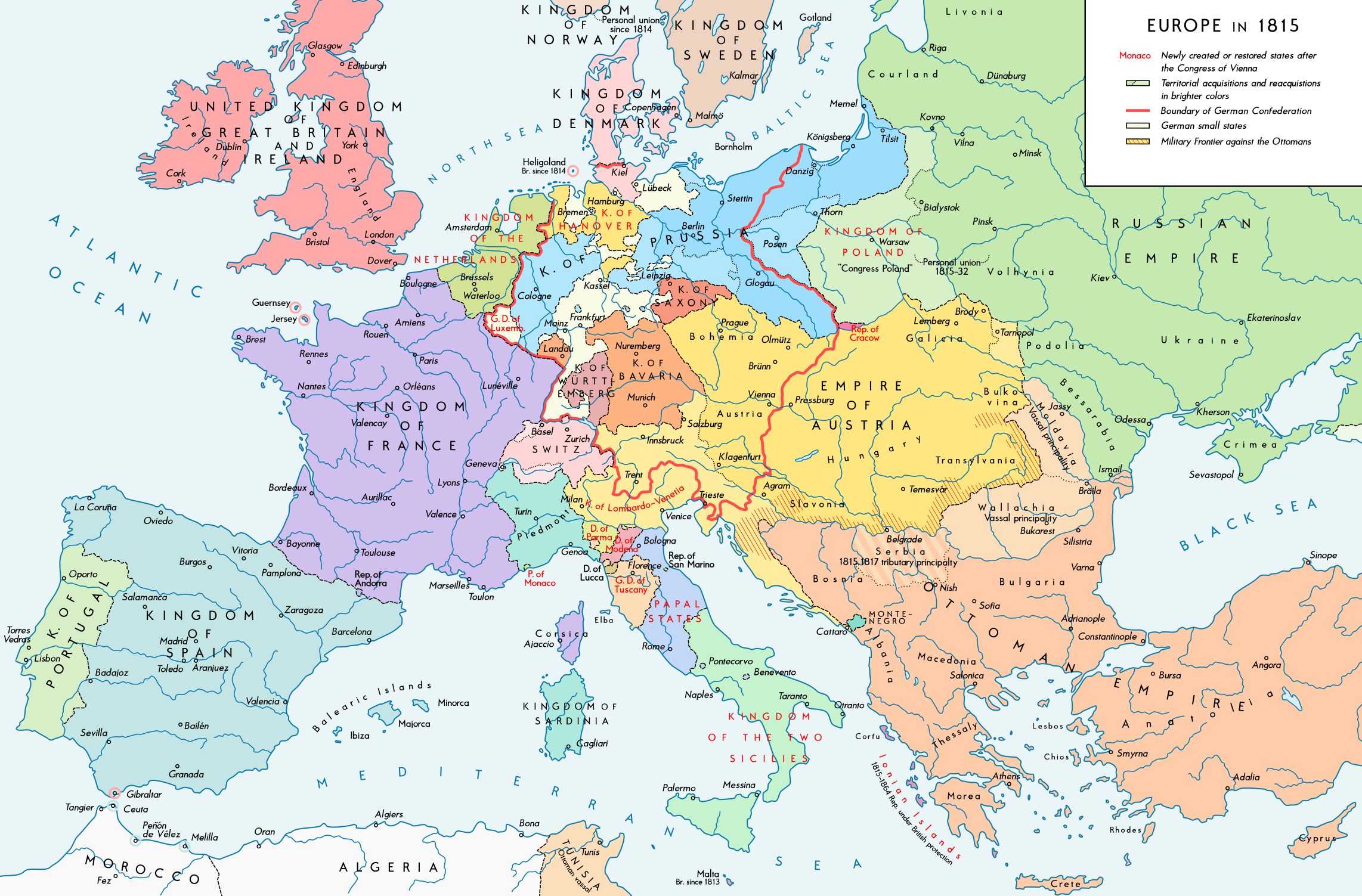
Bản đồ châu Âu được chia lại sau Hội nghị Vienna

Đại hội Viên (tiếng Đức: Wiener Kongress) là một hội nghị với sự tham gia của đại sứ tất cả các quốc gia châu Âu dưới sự chủ trì của chính khách người Áo Klemens Wenzel von Metternich, và diễn ra tại Vienna từ tháng 11 năm 1814 đến tháng 6 năm 1815, mặc dù các đại biểu đã có mặt đầy đủ và bắt đầu quá trình đàm phán ngay từ cuối tháng 9 năm 1814. Mục tiêu của Đại hội là tìm cách lập lại một nền hòa bình lâu dài cho châu Âu bằng cách giải quyết những vấn đề phát sinh từ Chiến tranh Cách mạng Pháp và Chiến tranh Napoleon. Mục tiêu không chỉ đơn giản là khôi phục lại cương giới cũ mà còn thay đổi lãnh địa của các cường quốc để tạo thế cân bằng và duy trì hòa bình. Các nhà lãnh đạo bảo thủ không ủng hộ chủ nghĩa cộng hòa hay cách mạng, những thứ đang gây ra mối đe dọa đối với trật tự phong kiến châu Âu. Pháp mất tất cả những lãnh thổ họ chinh phạt được trong những năm gần đó, trong khi Áo, Phổ và Nga giành được nhiều vùng đất béo bở. Phổ giành được những thành bang nhỏ hơn ở miền tây, Pomerania thuộc Thụy Điển và 40% Vương quốc Saxony; Áo giành lại Venice và phần lớn miền bắc Ý. Nga chiếm được một phần của Ba Lan. Vương quốc Hà Lan mới được thành lập mấy tháng trước, bao gồm một số lãnh địa cũ của Áo mà năm 1830 trở thành Bỉ.

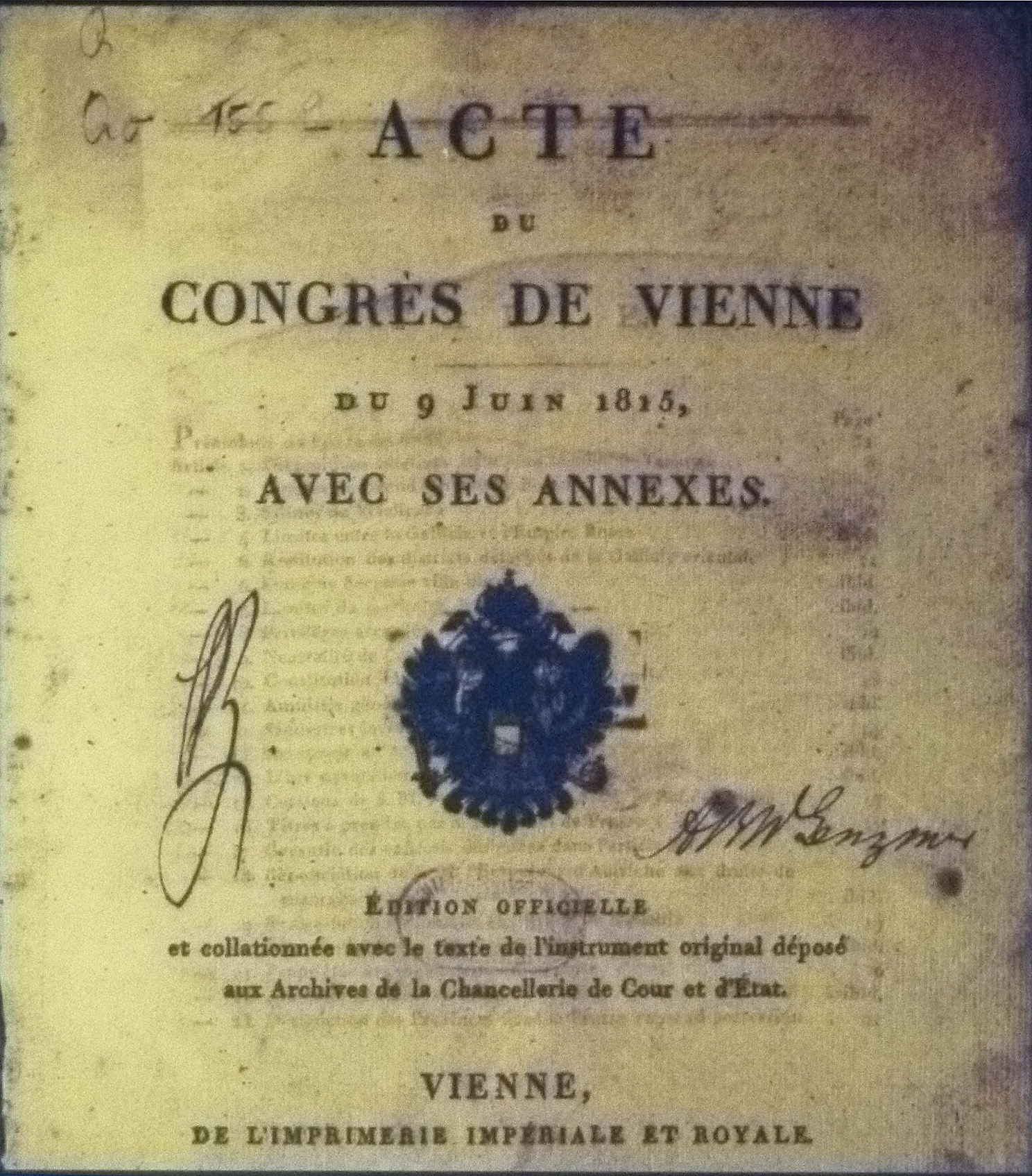
Trang đầu của Chứng thư về Hội nghị Vienna

Tình hình trước mắt là Đế quốc Pháp của Napoleon bị đánh bại rồi đầu hàng vào tháng 5 năm 1814, kết thúc 20 năm chiến tranh liên miên. Cuộc đàm phán vẫn tiếp tục bất chấp việc Napoleon trốn thoát khỏi nơi lưu đày và nắm lại quyền lực ở Pháp, tức Vương triều 100 ngày từ tháng 3 đến tháng 7 năm 1815. Đạo luật cuối cùng của Đại hội được ký 9 ngày trước khi ông ta bị đánh bại hoàn toàn tại Waterloo ngày 18 tháng 6 năm 1815.
Hội nghị thường bị chỉ trích vì gây ra làn sóng đàn áp phong trào quốc gia và phong trào tự do và nó được xem là một phong trào phản động phục vụ cho lợi ích của chế độ quân chủ. Tuy nhiên, nhiều người khen ngợi nó vì nó tạo ra một thời kì ổn định, hòa bình tương đối lâu dài cho phần lớn châu Âu.
Theo nghĩa chuyên môn, "Hội nghị Vienna" không hẳn là một hội nghị: nó không bao giờ họp trong một phiên họp toàn thể và hầu hết các cuộc thảo luận diễn ra không chính thức, mặt đối mặt, hội nghị giữa các cường quốc Áo, Anh, Pháp, Nga và đôi khi có Phổ, hạn chế hoặc không có sự tham gia của các đại biểu khác. Mặt khác, đây là lần đầu tiên trong lịch sử trên quy mô lục địa, đại diện các quốc gia hội họp với nhau để đi đến một quyết nghị thay vì chủ yếu dựa vào thư tín từ các thủ đô. Đại hội Vienna đã hình thành nên khuôn khổ cho trật tự chính trị châu Âu cho đến trước khi Đại chiến thế giới thứ nhất nổ ra năm 1914 dù có nhiều thay đổi sau đó.

## Mở đầu
Hiệp ước Chaumont năm 1814 đã một lần nữa xác nhận những quyết định mà chúng sẽ được phê chuẩn bởi đại hội quan trọng hơn ở Vienna 1814 - 15. Bao gồm việc thành lập Liên minh Đức, sự chia cắt nước Ý thành các nước nhỏ, sự trung hưng của hoàng triều Bourbon ở Tây Ban Nha và sự mở rộng cho Hà Lan những vùng đất mà năm 1830 phát triển thành Bỉ. Hiệp ước Chaumont trở thành nền tảng của Liên minh các nước châu Âu và hình thành cán cân quyền lực trong nhiều thập kỉ. Những sự dàn xếp khác diễn ra tại Hiệp ước Paris giữa Pháp và Liên minh thứ sáu và Hòa ước Kiel trong đó bao gồm các vấn đề liên quan đến Scandinavia. Hiệp ước Paris xác định rằng một "đại hội toàn thể" nên được tổ chức tại Vienna và gửi lời mời đến "tất cả các cường quốc tham gia vào một trong hai phía của cuộc chiến hiện nay." Việc khai mạc được lên kế hoạch từ tháng 7 năm 1814.

## Thành phần tham gia

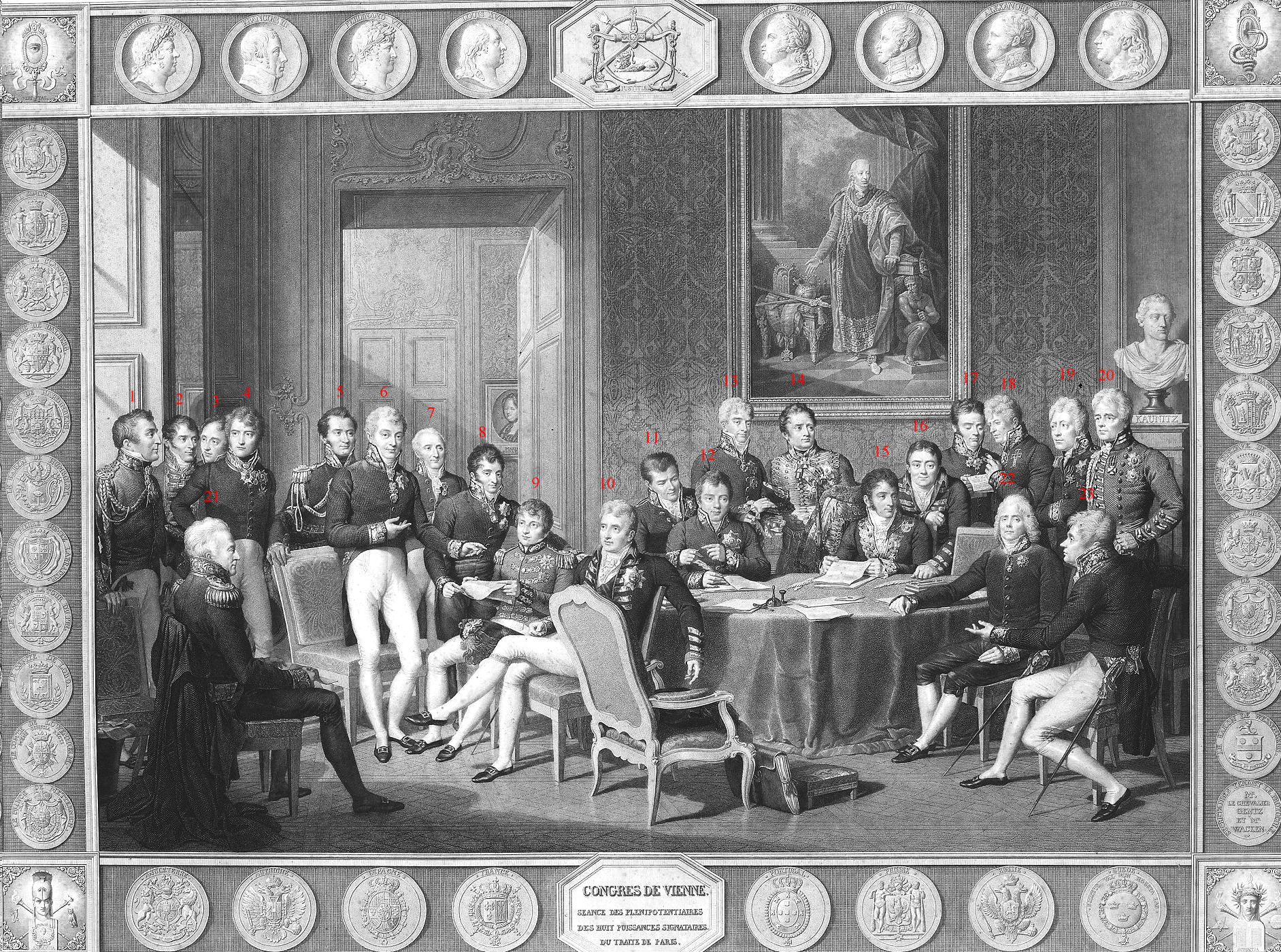
1. UK Arthur Wellesley, Công tước Wellington
2. Joaquim Lobo Silveira, Bá tước Oriola thứ 7,
3. António de Saldanha da Gama, Bá tước Porto Santo,
4. Bá tước Carl Löwenhielm,
5. Jean-Louis-Paul-François, Quận công Noailles thứ năm
6. Klemens von Metternich, Vương công nước Áo
7. André Dupin
8. RUS Bá tước Karl Robert Nesselrode
9. Pedro de Sousa Holstein, Bá tước Palmela thứ nhất
10. UK Robert Stewart, Tử tước Castlereagh
11. Emmerich Joseph, Quận công Dalberg
12. Nam tước Johann von Wessenberg
13. RUS Hoàng thân Andrey Kirillovich Razumovsky
14. UK Charles Stewart, Nam tước Stewart thứ nhất
15. Pedro Gómez Labrador, Hầu tước Labrador
16. UK Richard Le Poer Trench, Bá tước Clancarty thứ 2
17. Wacken (Recorder)
18. Friedrich von Gentz (Thư ký Hội nghị)
19. Nam tước Wilhelm von Humboldt
20. UK William Cathcart, Bá tước Cathcart thứ nhất
21. Hoàng thân Karl August von Hardenberg
22. Charles Maurice de Talleyrand-Périgord
23. RUS Bá tước Gustav Ernst von Stackelberg

Đại hội trên danh nghĩa là những cuộc gặp gỡ chánh thức của các nhóm chính trị gia và thực hiện chức năng ngoại giao; tuy nhiên, phần lớn thời gian hội nghị được tiến hành tại các cuộc họp văn nghệ sĩ, tiệc chiêu đãi và những buổi khiêu vũ.

### Bốn cường quốc và nhà Bourbon Pháp
Bốn Cường quốc trước kia là thành viên cốt lõi của Liên minh thứ Sáu. Trong bối cảnh Napoleon sắp bị đánh bại họ đã cùng nhau nên lên quan điểm chung tại Hiệp ước Chaumont (tháng 3 năm 1814) và cuộc đàm phán tại Hiệp ước Paris (1814) với nhà Bourbon trong công cuộc trung hưng:
- Áo với đại diện là Bộ trưởng Ngoại giao, Vương công Metternich và cấp phó của ông, Nam tước Johann von Wessenberg. Vì hội nghị được tổ chức ở Vienna, Hoàng đế Franz II nhận được báo cáo liên tục về hội nghị.[5]
- Đại diện của Vương quốc Anh trước hết là Ngoại trưởng, Tử tước Castlereagh (1812-1822) tiếp đến là Công tước Wellington, từ sau khi Castlereagh trở về Anh tháng 2 năm 1815. Trong tuần lễ cuối, lãnh đạo phái đoàn là Bá tước Clancarty vì Wellington phải rời đi để chiến đấu với Napoleon và Vương triều 100 ngày.[6]
- Sa hoàng Aleksandr I dẫn đầu phái đoàn Nga mà người đứng đầu trên danh nghĩa là Bộ trưởng Ngoại giao Nga, Bá tước Karl Vasilyevich Nesselrode (1814-1856). Sa hoàng có hai mục tiêu chính, giành lại quyền lực tại Ba Lan và thúc đẩy các nước châu Âu chung sống hòa bình. Ông cũng thành lập Liên minh Thần thánh (1815), chủ yếu nhằm bảo vệ chủ nghĩa quân chủ và chống chủ nghĩa thế tục, chống lại bất kì mối đe dọa nào từ các cuộc cách mạng hay chủ nghĩa Cộng hòa.[7]
- Đại diện Phổ là Hoàng thân Karl August von Hardenberg (1810-1822), Thủ tướng cùng với nhà ngoại giao, học giả Wilhelm von Humboldt. Vua Friedrich Wilhelm III của Phổ cũng có mặt ở Vienna, chỉ đạo đằng sau bức màn.[8]
- Pháp, cường quốc "thứ năm", đại diện là Bộ trưởng Ngoại giao Talleyrand (1814-1815) cũng như đặc sứ toàn quyền Công tước Dalberg. Talleyrand cũng tham gia đàm phán trong Hiệp ước Paris (1814) cho Louis XVIII của Pháp; tuy nhiên nhà vua không tin tưởng ông ta và bí mật đàm phán qua thư từ với Metternich.[9]

### Những đại diện khác của Hiệp ước Paris, 1814
Các bên không tham gia vào Hiệp ước Chaumont nhưng tham gia Hiệp ước Paris (1814):
- Tây Ban Nha – Ngoại trưởng, Hầu tước Pedro Gómez de Labrador (1814-1816)[10]
- Vương quốc Bồ Đào Nha và Algarves – Đại diện toàn quyền: Pedro de Sousa Holstein, Bá tước Palmela đệ nhất; António de Saldanha da Gama, Bá tước Porto Santo; Joaquim Lobo da Silveira, Bá tước Oriola đệ thất.[11][12]
- Thụy Điển – Bá tước Carl Löwenhielm[13]

### Các bên khác
- Đan Mạch – Bá tước Niels Rosenkrantz, Bộ trưởng Ngoại giao (1810-1824).[14] Vua Frederik VI cũng có mặt tại Vienna.
- Hà Lan – Richard Trench, Bá tước Clancarty đệ nhị, đại sứ Anh tại triều đình Hà Lan,[15][16] và Nam tước Hans Christoph Ernst von Gagern[17]
- Thụy Sĩ – Mỗi bang có một phái đoàn riêng. Charles Pictet de Rochemont từ Genève nắm vai trò nổi bật.[18]
- Vương quốc Sardegna - Hầu tước Filippo Antonio Asinari di San Marzano.[19]
- Lãnh địa Giáo hoàng – Hồng y Ercole Consalvi[20]
- Cộng hòa Genova – Nữ hầu tước Agostino Pareto, Nghị viên Cộng hòa
- Các thành bang ở Đức,
  - Bayern – Maximilian Graf von Montgelas
  - Württemberg – Georg Ernst Levin von Wintzingerode [de]
  - Hanover, lúc đó nằm trong liên minh cá nhân với vua Anh – Georg Graf zu Münster. (Vua George III từ chối công nhận sự giải thể của đế chế La Mã Thần thánh năm 1806 và duy trì Tuyển hầu quốc Hanover, là quân vương của Công quốc Brunswick-Lüneburg, kết quả của hội nghị là sự thành lập của Vương quốc Hanover.)
  - Mecklenburg-Schwerin – Leopold von Plessen [de][21]

Hầu như tất cả các quốc gia châu Âu đều có một phái đoàn đến Vienna – hơn 200 thành bang và hoàng tộc cử đại diện tới Đại hội. Thêm vào đó, có cả đại diện của các thành phố, tập đoàn, tổ chức tôn giáo, (như tu viện) và các nhóm đặc biệt, chẳng hạn như một phái đoàn đại diện cho các nhà xuất bản ở Đức, đến để đòi luật bản quyền và tự do ngôn luận. Đại hội được chú ý vì sự giải trí xa hoa của nó: theo một câu chuyện cười nổi tiếng, người tham dự đại hội không di chuyển mà là nhảy múa.

## Vai trò của Talleyrand

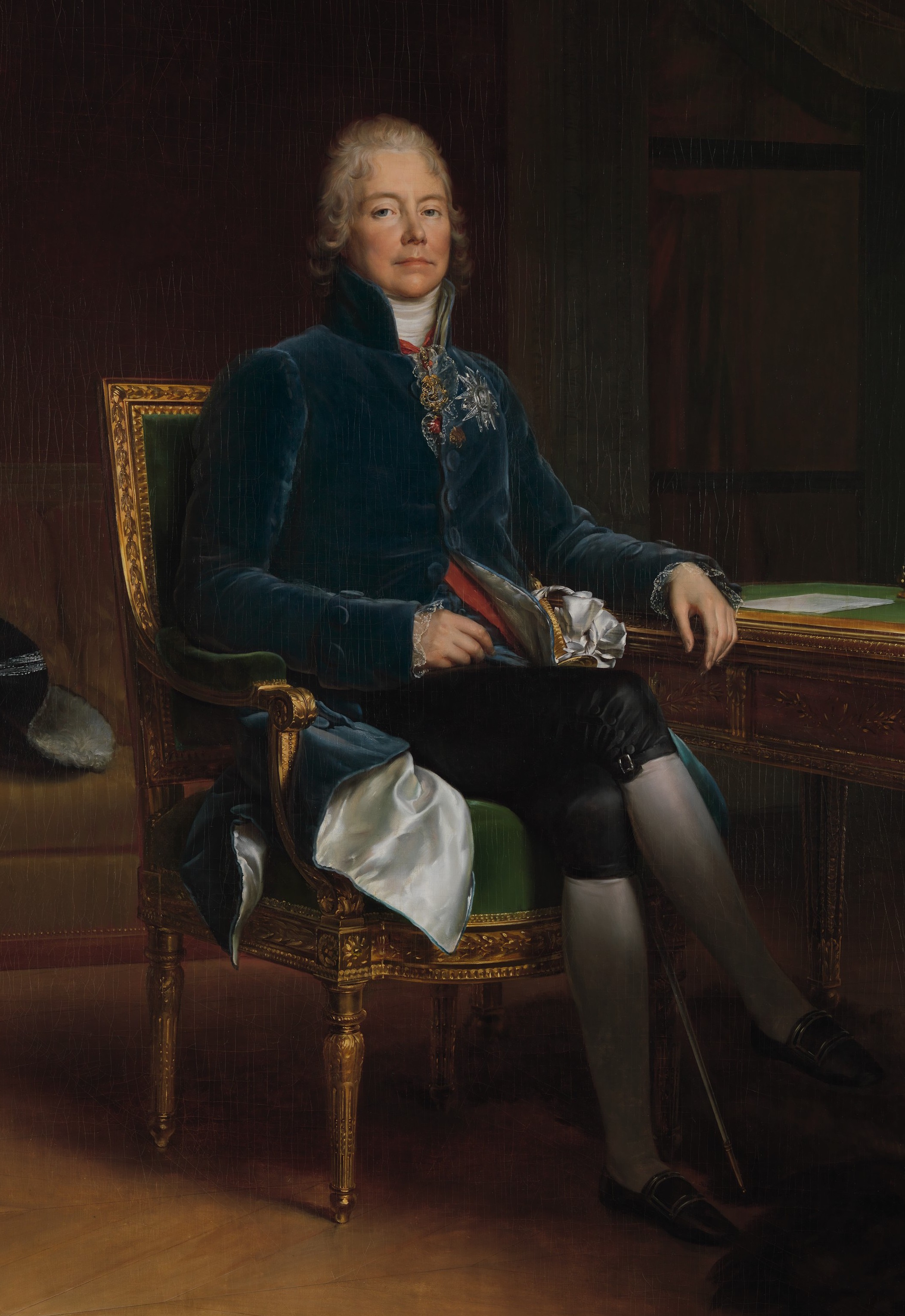
Talleyrand chứng tỏ ông là một nhà thương thuyết có năng lực để bảo vệ cho nước Pháp vừa bại trận.

Ban đầu, đại diện bốn cường quốc muốn loại bỏ người Pháp ra khỏi bàn đàm phán nhưng sự khéo léo của Talleyrand khiến ông có tên trong hội đồng trong những tuần đầu tiên của cuộc đàm phán. Ông đã liên kết với Hội đồng Tám cường quốc nhỏ (bao gồm Tây Ban Nha, Thụy Điển và Bồ Đào Nha) để kiểm soát cuộc đàm phán. Khi Talleyrand dựa vào ủy ban này để được tự tham gia vào hội nghị, ông liền rời bỏ nó, một lần nữa bỏ rơi đồng minh của mình.
Những do dự của phe liên minh về việc tiến hành các quyết nghị của họ mà không vấp phải sự phản kháng từ các cường quốc hạng hai dẫn đến lời kêu gọi về một cuộc họp sơ bộ, ở đó có sự tham gia của Talleyrand và Hầu tước Labrador, đại diện Tây Ban Nha vào ngày 30 tháng 9 năm 1814.
Thư ký Đại hội Friedrich von Gentz báo cáo lại, "Sự can thiệp của Talleyrand và Labrador đã đánh đổ hết hi vọng về kế hoạch của chúng tôi. Talleyrand phản đối những thoả thuận mà chúng tôi đã thông qua và xỉ vả chúng tôi ra trò trong hai giờ. Đó là cảnh tượng mà tôi không bao giờ quên.". Các đại diện của Đồng minh lúng túng trả lời rằng các văn kiện liên quan đến thỏa thuận mà họ đã sắp xếp thực sự chẳng có nghĩa lý gì. "Nếu nó chẳng có nghĩa lý gì, tại sao các người lại ký nó?" Labrador cáu kỉnh.
Chính sách của Talleyrand, bị nhiều quốc gia coi đó là tham vọng cá nhân, đòi hỏi sự gần gũi nhưng không phải là thân tình trong mối quan hệ của ông và Labrador, người Talleyrand nhìn với thái độ khinh thị. Labrador bị Talleyrand nhận xét như sau: "thằng què đó, thật không may, lại đi đến Vienna." Talleyrand bổ sung vào những đề nghị của Labrador: ông không có ý định bàn giao 12,000 người afrancesados – những người Tây Ban Nha đã đào tẩu, họ có thiện cảm với Pháp và đã tuyên bố trung thành với Joseph Bonaparte, cũng không nộp lại số lượng lớn các tài liệu, tranh, các tác phẩm nghệ thuật và sách vở đã bị đánh cắp từ các kho lưu trữ, cung điện, nhà thờ của Tây Ban Nha.

### Khủng hoảng Ba Lan - Sachsen
Cuộc tranh luận sôi nổi nhất tại Hội nghị là Cuộc khủng hoảng Ba Lan - Sachsen. Nga muốn sở hữu phần lớn Ba Lan còn Phổ muốn có toàn bộ Sachsen, quân vương đang tại vị của những vùng đất này từng liên minh với Napoleon. Sa hoàng được tấn phong làm Vua của Ba Lan. Áo lo sợ rằng sự kiện này sẽ khiến Nga trở nên quá mạnh và Anh cũng đồng tình quan điểm đó. Mọi chuyện gần như đã bế tắc thì Talleyrand đề nghị một giải pháp: Hãy đưa Pháp vào bàn đàm phán và Pháp sẽ ủng hộ Áo và Anh. Ba nước này bí mật ký hiệp ước ngày 3 tháng 1 năm 1815, chuẩn bị sẵn sàng cho một cuộc chiến tranh chống lại Nga và Phổ nếu cần thiết để ngăn chặn Nga-Phổ bành trướng thế lực.
Khi Sa hoàng được tin về hiệp ước bí mật đó, ông đã đồng ý một thỏa hiệp dung hòa quyền lợi của tất cả các bên vào ngày 24 tháng 10 năm 1815. Nga nhận hầu hết Công quốc Warsaw của Napoleon trên danh nghĩa nó sẽ được coi là "Vương quốc Ba Lan" – gọi là Quốc hội Ba Lan với Sa hoàng là quốc vương cai trị nó độc lập với Nga. Tuy nhiên, Nga sẽ không nhận tỉnh Posen (Poznań) được giao cho Phổ, gọi là Đại Công quốc Posen mà không bao gồm Kraków, nơi trở thành một thành phố tự do. Hơn thế nữa, Sa hoàng không thể thống nhất các miền đất mới này với các phần của Ba Lan sáp nhập vào Nga những năm 1790. Phổ nhận được 60% lãnh thổ Sachsen - sau này được gọi là tỉnh Sachsen, phần còn lại được trao trả cho vua Friedrich August I với tư cách Vương quốc Sachsen.

## Thỏa thuận cuối cùng

Màu hồng là những vùng lãnh địa vẫn thuộc Pháp năm 1814 nhưng bị mất đi sau Vương triều 100 ngày sụp đổ.

Đạo luật cuối cùng tổng hợp tất cả các thỏa thuận riêng rẽ, được ký ngày 9 tháng 6 năm 1815 (vài ngày trước trận Waterloo). Các điều khoản bao gồm:
- Nga nhận phần lớn Công quốc Warszawa (Ba Lan) và được phép giữ lại Đại Công quốc Phần Lan (được sáp nhập vào Nga từ Thụy Điển năm 1809 và duy trì hiện trạng đó đến 1917).
- Phổ nhận 3/5 Sachsen, một phần của Công quốc Warszawa (Đại Công quốc Posen), Danzig và Rheinland/Westfalen.
- Liên minh Đức gồm 39 nước được lập ra từ 300 thành bang của Đế quốc La Mã Thần thánh trước đây, dưới sự quản lý của hoàng đế Áo. Chỉ có một phần lãnh thổ của Áo và Phổ nằm trong Liên minh (gần giống những phần từng nằm trong Đế chế La Mã Thần thánh).
- Hà Lan và Nam Hà Lan (nay là Vương quốc Bỉ) thống nhất dưới một vương triều là Vương quốc Liên hiệp Hà Lan với ngôi vua thuộc về Nhà Orange-Nassau, nhà vua là Willem I (1814 - 1840) (Tám điều khoản Luân Đôn).
- Để bù đắp những vùng đất mà nhà Orange-Nassau mất về tay Phổ, Vương quốc Liên hiệp Hà Lan và Đại Công quốc Luxembourg thống nhất dưới liên minh cá nhân với nhà Orange-Nassau, Luxembourg (không bao gồm Hà Lan) nằm trong Liên minh Đức.[33]
- Pomerania thuộc Thụy Điển, được trao cho Đan Mạch một năm trước khi được đổi lại Na Uy, nay được Đan Mạch trao lại cho Phổ. Pháp nhận lại Guadeloupe từ Thụy Điển và trả góp hằng năm cho vua Thụy Điển.
- Tính trung lập của 22 bang của Thụy Sĩ đã được đảm bảo và một hiệp ước liên bang đã được khuyến nghị với họ với những điều khoản vững chắc. Bienne và Lãnh địa-Giáo phận Basel được hợp nhất thành bang Bern. Đại hội cũng đề nghị một số thỏa hiệp để các tranh chấp lãnh thổ giữa các bang được giải quyết.[34]
- Hanover từ bỏ Công quốc Lauenburg cho Đan Mạch, nhưng được bù lại bằng Giáo phận Công giáo La mã Münster và Đông Frisia trước đây thuộc Phổ và trở thành một Vương quốc.
- Hầu hết lãnh thổ Bayern, Württemberg, Baden, Hesse-Darmstadt, và Nassau đang được tái cấu trúc trong thời gian 1801–1806 được tái công nhận. Bayern giành được quyền kiểm soát Lãnh địa và một phần Công quốc Würzburg và Đại Công quốc Frankfurt thời Napoleon. Hesse-Darmstadt nhượng Công quốc Westphalen cho Phổ để đổi lấy Hesse miền sông Rhein với thủ phủ là Mainz.
- Áo giành lại quyền kiểm soát Tyrol và Salzburg; thuộc tỉnh Illyria cũ; quận Tarnopol (từ Nga); nhận Lombardia–Veneto ở Italia và Ragusa ở Dalmatia. Lãnh thổ cũ của Áo ở miền Tây Đức vẫn nằm dưới sự kiểm soát của Württemberg và Baden và Hà Lan thuộc Áo cũng không được phục hồi.
- Ferdinando III được trở lại cai trị Đại công quốc Toscana.[35]
- Đại Công tước Francesco IV được công nhận là người cai trị Công quốc Modena, Reggio và Mirandola.[35]
- Lãnh địa Giáo hoàng dưới sự cai trị của đức Giáo hoàng Pius VII (1800 - 1823) khôi phục lãnh thổ như cũ với ngoại lệ là Avignon và Comtat Venaissin vẫn thuộc Pháp.
- Anh khẳng định quyền kiểm soát Cape Colony ở Nam Phi; Tobago; Ceylon và nhiều thuộc địa ở Á - Phi. Các thuộc địa khác, đáng chú ý nhất là Đông Ấn Hà Lan và Martinique được trả cho chủ nhân trước kia của chúng.
- Vua của Sardegna được phục vị tại Piemonte, Nice và Savoy, nắm quyền cai quản Genova (đặt dấu chấm hết cho hi vọng về sự trung hưng của nền cộng hòa).
- Các Công quốc Parma, Piacenza và Guastalla lấy từ Nữ hoàng Etruria và được trao cho Maria Ludovica của Áo, vợ của Napoleon.
- Công quốc Lucca được lập ra dưới sự cai trị của Vương tộc Borbone-Parma, họ có thể thu hồi Parma sau khi Maria Ludovica qua đời.
- Vua Ferdinando IV nhà Bourbon (1759 - 1816), vua của Sicily được khôi phục quyền hành ở Vương quốc Napoli từ tay Joachim Murat, vị vua bù nhìn của Bonaparte, hỗ trợ Napoleon trong Vương triều Một Trăm ngày và bắt đầu Chiến tranh Neapolitan bằng cách tấn công Áo quốc.
- Việc buôn bán nô lệ bị lên án.
- Tự do hàng hải được bảo đảm trên nhiều con sông, nhất là sông Rhein và Danube.

Đạo luật cuối cùng được ký giữa đại diện các nước Áo, Pháp, Bồ, Phổ, Nga, Thụy Điển-Na Uy, và Anh. Tây Ban Nha không ký hiệp định này nhưng công nhận nó vào năm 1817.

### Những thay đổi khác

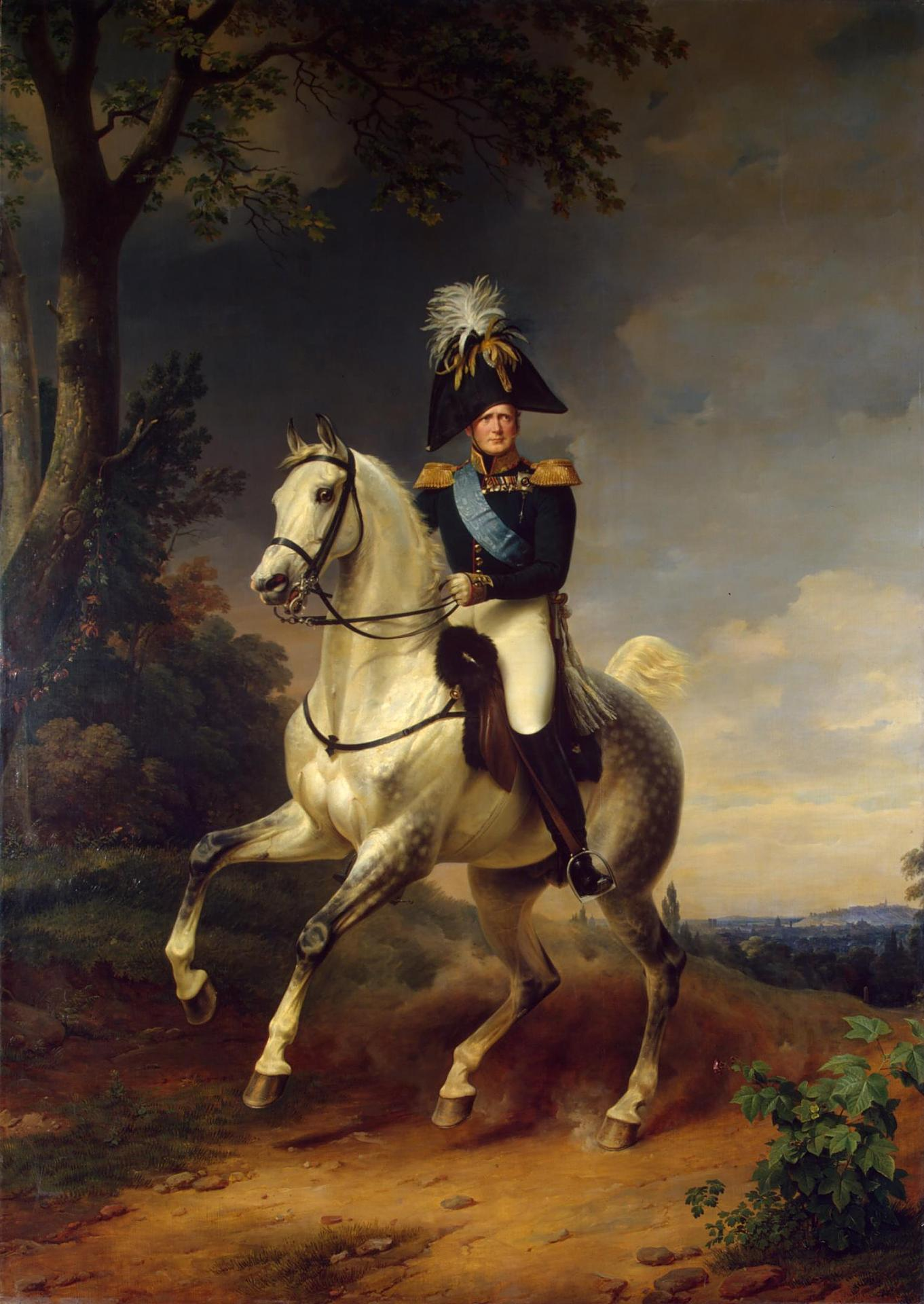
Aleksandr I của Nga (1812) tự coi mình là người bảo hộ cho hòa bình ở Âu châu.

Những kết quả chính của Hội nghị, ngoài việc giải quyết những phần lãnh thổ bị Pháp chiếm trong giai đoạn 1795 - 1810, vốn được giải quyết ngay từ hiệp ước Paris, là sự mở rộng của Nga (giành được phần lớn Công quốc Warszawa) và Phổ (giành được các huyện Poznań, Pomerania thuộc Thụy Điển, Westphalia và miền bắc Rheinland). Việc hợp nhất Đức quốc từ gần 300 thành bang của Đế quốc La Mã Thần thánh (giải thể năm 1806) trở nên đơn giản hơn với việc chỉ còn 39 thành bang (4 trong số đó là các thành phố tự do). Các thành bang này lập thành Liên minh Đức, một tổ chức liên kết lỏng lẻo dưới sự lãnh đạo của Áo.
Các đại diện của Hội nghị đã đồng ý với rất nhiều sự thay đổi khác. Theo Hòa ước Kiel, Na Uy được chuyển từ nhà vua Đan Mạch-Na Uy cho nhà vua Thụy Điển. Điều này làm dấy lên phong trào dân tộc mãnh mẽ dẫn đến sự thành lập Vương quốc Na Uy ngày 17 tháng 5 năm 1814 và liên minh cá nhân với Thụy Điển. Áo giành lại Lombardia–Veneto ở miền bắc Ý, trong khi phần lớn phía bắc miền trung Italia nằm dưới sự kiểm soát của nhà Harsburg như Đại công quốc Toscana, Công quốc Modena, Công quốc Parma).
Lãnh địa Giáo hoàng trả lại cho Giáo hoàng. Vương quốc Piedmonte-Sardegna phục hồi lại lãnh thổ cũ và cũng giành quyền kiểm soát Cộng hòa Genova. Ở miền nam Ý, em rể của Napoleon, Joachim Murat, ban đầu được phép giữ lại ngôi vua ở Vương quốc Napoli, nhưng vì ông ta ủng hộ Napoleon trong Vương triều Một trăm ngày dẫn đến việc ông bị truất ngôi và ngai vàng giao lại cho Ferdinando IV nhà Bourbon.
Vương quốc Liên hiệp Hà Lan rộng lớn được lập ra dưới sự trị vì của vương công Orange, bao gồm Các tỉnh liên hiệp và phần lãnh thổ cũ thuộc Áo ở Nam Hà Lan. Ít quan trọng hơn, Vương quốc Hanover được mở rộng đáng kể (giành được Đông Frisia từ Phổ và nhiều lãnh thổ khác ở Bắc Đức) và Bayern (giành được Lãnh địa sông Rhein và các lãnh thổ ở Franken). Công quốc Lauenburg được chuyển từ Hanover sang Đan Mạch, và Phổ sáp nhập Pommern thuộc Thụy Điển. Thụy Sĩ được mở rộng và tính trung lập của nó được đảm bảo. Lính đánh thuê Thụy Sĩ nắm vai trò quan trọng trong các cuộc chiến tranh châu Âu tư mấy trăm năm trước: đại hội Viên đã chấm dứt thời kì đó.
Trong chiến tranh, Bồ Đào Nha bị mất thị trấn Olivença về tay Tây Ban Nha và nay được khôi phục trở lại. Bồ Đào Nha là đồng minh lâu đời của Anh và với sự ủng hộ của người Anh, họ đã thành công trong việc tái sáp nhập Olivença theo quy định của Thảo thuận cuối cùng, theo đó Đại hội "Các cường quốc công nhận sự công bằng của các yêu sách của... Bồ Đào Nha và Brazil đối với thị trấn Olivenza và các lãnh thổ khác được nhượng cho Tây Ban Nha theo Hiệp ước Badajoz năm 1801". Bồ Đào Nha phê chuẩn Văn kiện cuối cùng song Tây Ban Nha không ký. Cuối cùng, quyết định rằng trở thành một phần của châu Âu tốt hơn là bị cô lập, Tây Ban Nha đã công nhận Hiệp ước này vào ngày 7 tháng 5 năm 1817; tuy nhiên, Olivença và các vùng xung quanh không bao giờ được trao về cho Bồ Đào Nha và vấn đề này vẫn chưa được giải quyết.
Đại Anh nhận một phần Tây Ấn từ Hà Lan và Tây Ban Nha cùng các thuộc địa cũ của Hà Lan là Ceylon và Cape Colony cũng như Malta và Heligoland. Theo điều VIII Hiệp ước Paris, Pháp nhượng lại cho Anh các đảo "Tobago và Saint Lucia, Isle of France và các vùng phụ cận, đặc biệt là Rodrigues và Seychelles", và theo Hiệp ước giữa Anh và Áo, Phổ và Nga, về vấn đề Quần đảo Ionian (được ký kết tại Paris vào ngày 5 tháng 11 năm 1815) là một trong những hiệp ước được ký kết trong Hòa ước Paris (1815), Anh giành được quyền bảo hộ đối với Liên bang quần đảo Ionian.

## Phê bình sau đó
Đại hội Vienna thường xuyên bị các nhà sử học thế kỷ 19 và gần đây chỉ trích vì phớt lờ các xung lực dân tộc và tự do cũng như áp đặt một phản ứng ngột ngạt lên Lục địa. Nó là một phần không thể thiếu trong cái gọi là Trật tự Bảo thủ, trong đó các quyền dân chủ và dân quyền gắn liền với các cuộc Cách mạng của Mỹ và Pháp đã không được nhấn mạnh.
Tuy nhiên, trong thế kỷ 20, nhiều nhà sử học đã ngưỡng mộ các chính khách tại Đại hội, những người có công ngăn chặn một cuộc chiến tranh lan rộng khác ở châu Âu trong gần 100 năm (1815–1914). Trong số này có Henry Kissinger, người vào năm 1954 đã viết luận án tiến sĩ của mình, Một thế giới được khôi phục (A World Restored) dựa trên điều đó. Nhà sử học Mark Jarrett lập luận rằng Đại hội Vienna và Hệ thống Đại hội đã đánh dấu "sự khởi đầu thực sự của kỷ nguyên hiện đại của chúng ta". Ông nói Hệ thống Đại hội là quản lý xung đột có chủ ý và là nỗ lực thực sự đầu tiên nhằm tạo ra một trật tự quốc tế dựa trên sự đồng thuận chứ không phải xung đột. "Châu Âu đã sẵn sàng," Jarrett tuyên bố, "chấp nhận mức độ hợp tác quốc tế chưa từng có để ứng phó với Cách mạng Pháp." Nhà sử học Paul Schroeder lập luận rằng các công thức cũ về "cân bằng quyền lực" trên thực tế là rất mất ổn định và mang tính lợi dụng. Ông nói rằng Quốc hội Vienna đã tránh chúng và thay vào đó thiết lập các quy tắc tạo ra một trạng thái cân bằng ổn định và ôn hoà. Đại hội Vienna là cuộc họp đầu tiên trong số một loạt các cuộc họp quốc tế được gọi là Buổi hòa nhạc của Châu Âu, một nỗ lực nhằm xây dựng một sự cân bằng quyền lực hòa bình ở Châu Âu. Nó từng là hình mẫu cho các tổ chức sau này như Hội Quốc liên năm 1919 và Liên hợp quốc năm 1945.
Trước khi khai mạc hội nghị hòa bình Paris năm 1918, Bộ Ngoại giao Anh đã dùng Đại hội Vienna để làm ví dụ cho các đại biểu của mình về cách đạt được một nền hòa bình thành công cùng nhau. Bên cạnh đó, các quyết định chính của Đại hội do Tứ đại cường quốc đưa ra và không phải quốc gia châu Âu nào cũng có thể mở rộng quyền của mình tại Đại hội. Bán đảo Ý chỉ trở thành một "địa danh" khi được chia thành bảy phần: Lombardia–Veneto, Modena, Napoli – Sicilia, Parma, Piedmonte – Sardegna, Toscana và Lãnh địa Giáo hoàng dưới sự kiểm soát của các cường quốc khác nhau. Ba Lan vẫn được phân chia giữa Nga, Phổ và Áo với phần lớn nhất là Vương quốc Ba Lan mới được thành lập vẫn nằm dưới sự kiểm soát của Nga.
Các thỏa thuận do Bốn cường quốc thực hiện nhằm đảm bảo các tranh chấp trong tương lai sẽ được giải quyết theo cách có thể tránh được các cuộc chiến tranh khủng khiếp như trong 20 năm trước đó. Mặc dù Quốc hội Vienna duy trì sự cân bằng quyền lực ở châu Âu, nhưng nó không thể kiểm tra sự lan rộng của các phong trào cách mạng trên khắp lục địa khoảng 30 năm sau đó.

## Tài liêu tham khảo
1. ↑  Frederick B. Artz, Reaction & Revolution: 1814–1832 (1934) tr 110
2. ↑  Article XXXII. See Harold Nicolson, The Congress of Vienna, chap. 9.
3. ↑  King, David (2008). Vienna 1814: How the Conquerors of Napoleon Made Love, War, and Peace at the Congress of Vienna. Crown Publishing Group. tr. 334. ISBN 978-0-307-33716-0.
4. ↑  Harold Nicolson, The Congress of Vienna: a study in allied unity, 1812-1822 (1946) pp 118–133.
5. ↑  Henry Kissinger, A World Restored (1957) pp 7-28.
6. ↑  Kissinger, A World Restored (1957) pp 29-36.
7. ↑  Nicolson, Harold (1946). The Congress of Vienna; a Study in Allied Unity, 1812–1822. Constable & co. ltd. tr. 158.
8. ↑  Walter M. Simon, "Prince Hardenberg." Review of Politics 18.1 (1956): 88-99. online
9. ↑  Malettke, Klaus (2009). Die Bourbonen 3. Von Ludwig XVIII. bis zu den Grafen von Paris (1814–1848) (bằng tiếng Đức). Quyển 3. Kohlhammer. tr. 66. ISBN 3-17-020584-6.
10. ↑  Bernard, J.F. (1973). Talleyrand: A Biography. New York: Putnam. tr. 371. ISBN 0-399-11022-4.
11. ↑  Treaty between Great Britain and Portugal, ngày 22 tháng 1 năm 1815. Quyển 5 George IV. London: His Majesty's Statute and Law Printers. 1824. tr. 650.
12. ↑  Freksa, Frederick. A peace congress of intrigue. trans. Harry Hansen (1919). New York: The Century Co. tr. 116.
13. ↑  Bernard, J.F. (1973). Talleyrand: A Biography, p. 381
14. ↑  Zamoyski, Adam (2007). Rites of Peace; the Fall of Napoleon and the Congress of Vienna. HarperCollins Publishers. tr. 297. ISBN 978-0-06-077518-6.: "[...] the Danish plenipotentiary Count Rosenkrantz."
15. ↑  Couvée, D.H.; G. Pikkemaat (1963). 1813–15, ons koninkrijk geboren. Alphen aan den Rijn: N. Samsom nv. tr. 123–124.
16. ↑  "[Castlereagh, during his stay in The Hague, in January 1813] induced the Dutch to leave their interests entirely in British hands." On page 65 of Nicolson (1946).
17. ↑  Nicolson, Harold (1946). The Congress of Vienna; a Study in Allied Unity, 1812–1822. Constable & co. ltd. tr. 197.: "Baron von Gagern – one of the two plenipotentiaries for the Netherlands."
18. ↑  Page 195 of Nicolson (1946).
19. ↑  Ilari, Virgilio; Shamà, Davide (2008). Dizionario Biografico dell'Armata Sarda. Widerholdt Frères. tr. 36. ISBN 978-88-902817-9-2.
20. ↑  Zamoyski, Adam (2007). Rites of Peace; the Fall of Napoleon and the Congress of Vienna. HarperCollins Publishers. tr. 257. ISBN 978-0-06-077518-6.: "The Pope's envoy to Vienna, Cardinal Consalvi [...]"
21. ↑  Fritz Apian-Bennewitz: Leopold von Plessen und die Verfassungspolitik der deutschen Kleinstaaten auf dem Wiener Kongress 1814/15. Eutin: Ivens 1933; Hochschulschrift: Rostock, Univ., Diss., 1933
22. ↑  Page 2 of King (2008)
23. ↑  Zamoyski, Adam (2007). Rites of Peace; the Fall of Napoleon and the Congress of Vienna. HarperCollins Publishers. tr. 258, 295. ISBN 978-0-06-077518-6.
24. ↑  According to King (2008), it was Prince de Ligne, an attendee at the conference, who wryly quipped, "the congress does not move forward, it dances." ("Le congrès danse beaucoup, mais il ne marche pas.")
25. ↑  William, Sir Ward Adolphus (2009). The Period of Congresses, BiblioLife, p. 13. ISBN 1-113-44924-1
26. 1 2  Nicolson, Sir Harold (2001). The Congress of Vienna: A Study in Allied Unity: 1812–1822 Grove Press; Rep. Ed. pp. 140–164. ISBN 0-8021-3744-X
27. ↑  Susan Mary Alsop (1984). The Congress Dances. New York: Harper & Row, Publishers. tr. 120.
28. ↑  Wenceslao Ramírez de Villa-Urrutia, Marqués de Villa-Urrutia, España en el Congreso de Viena según la correspondencia de D. Pedro Gómez Labrador, Marqués de Labrador. Segunda Edición Corregida y Aumentada (Madrid: Francisco Beltrán, 1928), 13.
29. ↑  Antonio Rodríguez-Moñino (ed.), Cartas Políticas (Badajoz: Imprenta Provincial, 1959), 14 (Letter IV, ngày 10 tháng 7 năm 1814). Labrador's letters are full of such pungent remarks, and include his opinions on bad diplomats, the state of the postal system, the weather, and his non-existent salary and coach and accompanying livery for the Congress.
30. ↑  Villa-Urrutia, España en el Congreso de Viena, 61–2. Joseph had left Madrid with a huge baggage train containing pieces of art, tapestries, and mirrors. The most rapacious of the French was Marshal Nicolas Soult, who left Spain with entire collections, which disappeared to unknown, separate locations around the world. According to Juan Antonio Gaya Nuño, at least "[the paintings] have come to spread the prestige of Spanish art around the whole word."
31. ↑  W.H. Zawadzki, "Russia and the Re-Opening of the Polish Question, 1801-1814," International History Review (1985) 7#1 tr 19-44.
32. ↑  C. K. Webster, "England and the Polish-Saxon problem at the Congress of Vienna." Transactions of the Royal Historical Society 7 (1913): 49-101 online.
33. ↑  Couvée, D.H.; G. Pikkemaat (1963). 1813–15, ons koninkrijk geboren. Alphen aan den Rijn: N. Samsom nv. tr. 127–130.
34. ↑  Bernard, J.F. (1973). Talleyrand: A Biography, p. 415
35. 1 2  Bernard, J.F. (1973). Talleyrand: A Biography, p. 417
36. ↑  Stearns, Peter N. – Langer, William Leonard (2001). The Encyclopedia of world history: ancient, medieval, and modern[liên kết hỏng], Houghton Mifflin Harcourt; 6th ed. p. 440. ISBN 0-395-65237-5
37. ↑  Stearns & Langer 2001, tr. 440.
38. ↑  Hammond, Richard James (1966). Portugal and Africa, 1815–1910: a study in uneconomic imperialism (Study in Tropical Development), Stanford Univ Press. p. 2. ISBN 0-8047-0296-9
39. ↑  Treaty of Paris (1814) Article VIII
40. ↑  "Seychelles - History". Encyclopedia Britannica. ngày 27 tháng 9 năm 2016.
41. ↑  Hammond, Richard James (1966). Portugal and Africa, 1815-1910: a study in uneconomic imperialism. Stanford University Press. tr. 2. ISBN 0-8047-0296-9.
42. 1 2  Olson, James Stuart – Shadle, Robert (1991). Historical dictionary of European imperialism, Greenwood Press, p. 149. ISBN 0-313-26257-8
43. ↑  Mark Jarrett, The Congress of Vienna and Its Legacy: War and Great Power Diplomacy after Napoleon (2013) pp. 353, xiv, 187.
44. ↑  Schroeder, Paul W. (1992). "Did the Vienna Settlement Rest on a Balance of Power?". The American Historical Review. Quyển 97 số 3. tr. 683–706. doi:10.2307/2164774. JSTOR 2164774.
45. ↑  Ragsdale, Hugh – Ponomarev, V. N. (1993). Imperial Russian foreign policy, Cambridge University Press; 1st ed. ISBN 0-521-44229-X
46. ↑  Benedict, Bertram (2008). A History of the Great War, BiblioLife. Vol. I, p. 7, ISBN 0-554-41246-2
47. ↑  Willner, Mark – Hero, George – Weiner, Jerry Global (2006). History Volume I: The Ancient World to the Age of Revolution, Barron's Educational Series, p. 520. ISBN 0-7641-5811-2